# Milczenie Lorny
Milczenie Lorny (fr. Le silence de Lorna) – dramat obyczajowy z 2008 roku stworzony w koprodukcji włosko–niemiecko–francusko–brytyjsko–belgijskiej w reżyserii braci Dardenne. Zdjęcia kręcono w Liège i okolicach.

## Fabuła
Bohaterka filmu – młoda imigrantka z Kosowa zabiega o uzyskanie obywatelstwa belgijskiego. Aby to osiągnąć zaczyna współpracę z mafią, która organizuje fikcyjne małżeństwa. Po naturalizacji Lorna zaczyna czerpać korzyści z kolejnych fikcyjnych małżeństw. Zanim wyjdzie kolejny raz za mąż, jest zmuszona mieszkać ze swoim fikcyjnym małżonkiem, który przechodzi kolejne ataki narkotycznego głodu.

## Obsada
- Arta Dobroshi... Lorna
- Jérémie Renier... Claudy Moreau
- Fabrizio Rongione... Fabio
- Olivier Gourmet... inspektor
- Morgan Marinne... Spirou
- Alban Ukaj... Sokol
- Anton Jakowlew... Andrei
- Grigori Manukov... Kostia
- Mireille Bailly... Monique Sobel
- Stephanie Gob... pielęgniarka
- Laurent Caron... komisarz
- Baptiste Somin... strażnik w kostnicy
- Alexandre Trocky... lekarz

i inni